# 2 Heures d'Algarve FIA GT 2009
Les 2 Heures d'Algarve FIA GT 2009, disputées le 20 septembre 2009 sur l'Autódromo Internacional do Algarve, sont la sixième manche du championnat FIA GT 2009.

## Course

### Classement de la course
| Pos. | Catégorie | N° | Écurie                 | Pilotes                                             | Châssis                   | Moteur                   | Pneus | Tours/Abandon |
| ---- | --------- | -- | ---------------------- | --------------------------------------------------- | ------------------------- | ------------------------ | ----- | ------------- |
| 1    | GT1       | 3  | Selleslagh Racing Team | Bert Longin James Ruffier                           | Chevrolet Corvette C6.R   | Chevrolet LS7.R 7,0 L V8 | M     | 66            |
| 2    | GT1       | 4  | Peka Racing            | Anthony Kumpen Mike Hezemans                        | Chevrolet Corvette C6.R   | Chevrolet LS7.R 7,0 L V8 | M     | 66            |
| 3    | GT1       | 2  | Vitaphone Racing Team  | Miguel Ramos Alex Müller                            | Maserati MC12 GT1         | Maserati 6,0 L V12       | M     | 66            |
| 4    | GT1       | 8  | Sangari Team Brazil    | Enrique Bernoldi Roberto Streit (en) Xavier Maassen | Chevrolet Corvette C6.R   | Chevrolet LS7.R 7,0 L V8 | M     | 66            |
| 5    | GT1       | 1  | Vitaphone Racing Team  | Michael Bartels Andrea Bertolini                    | Maserati MC12 GT1         | Maserati 6,0 L V12       | M     | 66            |
| 6    | GT1       | 33 | Vitaphone Racing Team  | Alessandro Pier Guidi Matteo Bobbi                  | Maserati MC12 GT1         | Maserati 6,0 L V12       | M     | 66            |
| 7    | GT2       | 51 | AF Corse               | Álvaro Barba Niki Cadei                             | Ferrari F430 GTC          | Ferrari 4,0 L V8         | M     | 64            |
| 8    | GT2       | 60 | Prospeed Competition   | Emmanuel Collard Richard Westbrook                  | Porsche 911 GT3 RSR (997) | Porsche 4,0 L Flat-6     | M     | 64            |
| 9    | GT2       | 77 | BMS Scuderia Italia    | Paolo Ruberti Matteo Malucelli                      | Ferrari F430 GTC          | Ferrari 4,0 L V8         | P     | 64            |
| 10   | GT2       | 95 | PeCom Racing           | Matías Russo Luís Pérez Companc                     | Ferrari F430 GTC          | Ferrari 4,0 L V8         | M     | 64            |
| 11   | GT2       | 56 | CRS Racing             | Rob Bell Andrew Kirkaldy                            | Ferrari F430 GTC          | Ferrari 4,0 L V8         | M     | 64            |
| 12   | GT2       | 50 | AF Corse               | Gianmaria Bruni Toni Vilander                       | Ferrari F430 GTC          | Ferrari 4,0 L V8         | M     | 64            |
| 13   | GT2       | 97 | Brixia Racing          | Luigi Lucchini Martin Ragginger                     | Porsche 911 GT3 RSR (997) | Porsche 4,0 L Flat-6     | M     | 64            |
| 14   | GT2       | 55 | CRS Racing             | Chris Niarchos Tim Mullen (en)                      | Ferrari F430 GTC          | Ferrari 4,0 L V8         | M     | 64            |
| 15   | GT2       | 78 | BMS Scuderia Italia    | Diego Romanini (en) Ettore Bonaldi                  | Ferrari F430 GTC          | Ferrari 4,0 L V8         | P     | 63            |
| 16   | GT2       | 59 | Trackspeed Racing      | Tim Sugden David Ashburn                            | Porsche 911 GT3 RSR (997) | Porsche 4,0 L Flat-6     | M     | 63            |
| Abd. | GT1       | 40 | Marc VDS Racing Team   | Renaud Kuppens Bas Leinders                         | Ford GT                   | Ford 5,0 L V8            | M     | 59            |
| Abd. | GT1       | 11 | Full Speed Racing Team | Stéphane Lémeret Luke Hines (en)                    | Saleen S7-R               | Ford 7,0 L V8            | P     | 52            |
| Abd. | GT2       | 61 | Prospeed Competition   | Marco Holzer Darryl O'Young                         | Porsche 911 GT3 RSR (997) | Porsche 4,0 L Flat-6     | M     | 34            |